# La novia del bandolero
La novia del bandolero es un cuento de hadas de origen alemán recogido por los hermanos Grimm, en su libro de cuentos Cuentos de la infancia y del hogar. Aparece desde la primera edición en 1812.
El folclorista australiano Joseph Jacobs incluyó una variante, titulada Mr. Fox, en su libro English Fairy Tales, pero la historia original es mucho más antigua. El dramaturgo inglés William Shakespeare aludió a la variante Mr. Fox en un acto de su obra Mucho ruido y pocas nueces (escena 1, acto 1): 

Like the old tale, my lord: "it is not so, nor `t was not so; but, indeed, God forbid it should be so".
Como en el viejo cuento, señor: "Ni es así, ni así fue; pero, la verdad, no permita Dios que así fuera".

En la clasificación ATU el cuento corresponde al tipo 955. Está relacionado con otros cuentos de hadas: el francés Barba Azul, el italiano De cómo el diablo se casó con tres hermanas, y el cuento alemán también recogido por el hermanos Grimm, El pájaro del brujo (en alemán Fitchers Vogel). 

## Argumento
Un molinero quiere casar a su bella hija. Cuando parece un pretendiente rico, el padre le concede a su hija, pero a la hija le horroriza su prometido. Por fin la convence para que vaya a visitarlo a su casa situada en medio de un oscuro bosque. Para poder volver la doncella va dejando un rastro de guisantes y lentejas.
Cuando entra en la oscura y silenciosa casa, oye una voz —de un pájaro— que la avisa de que está entrando en la casa de un asesino. Recorre la casa, al parecer vacía, hasta encontrar a una mujer viejísima en la bodega que le confirma el aviso del pájaro y la esconde en un barril para salvarla. Al poco llega una pandilla de bandoleros con una joven a quien la descuartizan y salan. Uno de los bandidos corta el dedo anular, que porta un valioso anillo, de manera tan bárbara que el dedo y anillo van a caer la regazo de la joven escondida en el barril. Cuando los bandidos se ponen a buscar el dedo con el anillo, la vieja les distrae con la comida y les anima a que dejen la búsqueda para el día siguiente.
La vieja pone un somnífero en el vino y las dos mujeres pueden escapar mientras los bandidos duermen. Siguiendo el camino marcado por los brotes de guisantes y lentejas, llegan al molino. La joven le cuenta lo ocurrido a su padre.
Durante la celebración de la boda los invitados se ponen a contar cuentos. El bandolero le pide a su novia que cuente uno. La novia cuenta, como si fuera un sueño, su aventura en la casa del bosque; al final enseña el dedo con el anillo. El bandolero que se va quedando pálido durante el relato, se levanta para huir pero los invitados lo prenden y lo entregan a la justicia. Toda la banda muere ejecutada.